# العصر الحديدي
العصر الحديدي هو العصر الأخير من العصور المعدنية التاريخية الثلاثة، بعد العصر النحاسي والعصر البرونزي. كما اعتبر العصر الأخير لتقسيم العصور الثلاثة بدءًا من عصور ما قبل التاريخ (قبل التاريخ المسجل) والتقدم إلى التاريخ البدائي (قبل التاريخ المكتوب). في هذا السياق، يسبقه العصر الحجري (الذي ينقسم إلى العصر الحجري القديم، والعصر الحجري الوسيط، والعصر الحجري الحديث) والعصر البرونزي. نشأت هذه المفاهيم لوصف العصر الحديدي في أوروبا والشرق الأدنى القديم. ومع ذلك، فإنها تشمل الآن أجزاء أخرى من العالم القديم (لم تطور الثقافات الأصلية في العالم الجديد اقتصادًا حديديًا قبل عام 1500).
على الرغم من استخدام الحديد النيزكي لآلاف السنين في العديد من المناطق، إلا أن بداية العصر الحديدي حددت محليًا في جميع أنحاء العالم من خلال اتفاقية أثرية عندما حل إنتاج الحديد المصهور (خاصة الأدوات والأسلحة الفولاذية) محل نظيراتها البرونزية في الاستخدام الشائع.
في الأناضول والقوقاز، أو جنوب شرق أوروبا، بدأ العصر الحديدي في أواخر الألفية الثانية قبل الميلاد (حوالي 1300 قبل الميلاد). في الشرق الأدنى القديم، حدث هذا التحول بالتزامن مع انهيار العصر البرونزي المتأخر، خلال القرن الثاني عشر قبل الميلاد (1200-1100 قبل الميلاد). وسرعان ما انتشرت هذه التكنولوجيا في جميع أنحاء منطقة حوض البحر الأبيض المتوسط وجنوب آسيا بين القرنين الثاني عشر والحادي عشر قبل الميلاد. تأخر انتشارها إلى آسيا الوسطى وأوروبا الشرقية وأوروبا الوسطى إلى حد ما، ولم تصل إلى أوروبا الشمالية حتى بداية القرن الخامس قبل الميلاد (500 قبل الميلاد).
يذكر أن العصر الحديدي في الهند بدأ مع ثقافة الخزفيات الرمادية المطلية بأعمال الحديد، والتي يعود تاريخها إلى القرن الخامس عشر قبل الميلاد، وحتى عهد أشوكا في القرن الثالث قبل الميلاد. مصطلح العصر الحديدي في علم الآثار في جنوب وشرق وجنوب شرق آسيا هو أحدث وأقل شيوعًا منه في غرب أوراسيا. لم يكن لأفريقيا عصر برونزي عالمي، وتحولت العديد من المناطق مباشرة من الحجر إلى الحديد. يعتقد بعض علماء الآثار أن تعدين الحديد قد طور في أفريقيا جنوب الصحراء الكبرى بشكل مستقل عن أوراسيا والأجزاء المجاورة في شمال شرق أفريقيا منذ عام 2000 قبل الميلاد.
لم يعمم مفهوم العصر الحديدي الذي ينتهي مع بداية السجل التاريخي المكتوب بشكل جيد، حيث تطورت اللغة المكتوبة واستخدام الفولاذ في أوقات مختلفة في مناطق مختلفة عبر السجل الأثري. على سبيل المثال، في الصين، بدأ التاريخ المكتوب قبل بدء صهر الحديد، لذلك يستخدم هذا المصطلح بشكل نادر في علم الآثار في الصين. بالنسبة للشرق الأدنى القديم، يُستخدم تقليديًا تأسيس الإمبراطورية الأخمينية حوالي 550 قبل الميلاد كنقطة نهاية العصر الحديدي؛ وتعد التواريخ اللاحقة تواريخ تاريخية وفقًا للسجل الذي قدمه هيرودوت، على الرغم من وجود سجلات مكتوبة كبيرة معروفة الآن تعود إلى العصر البرونزي. في أوروبا الوسطى والغربية، كانت الفتوحات الرومانية في القرن الأول قبل الميلاد بمثابة علامة على نهاية العصر الحديدي. يعتبر العصر الحديدي الجرماني في الدول الاسكندنافية قد انتهى ج.عام 800م، مع بداية عصر الفايكنج.

## تاريخ المفهوم
استخدمت طريقة العصور الثلاثة الحجرية والبرونزية والحديدية لأول مرة في علم الآثار في أوروبا خلال النصف الأول من القرن التاسع عشر، وبحلول النصف الأخير من القرن التاسع عشر، امتدت إلى علم الآثار في العصور القديمة. الشرق الأدنى. يعود اسمها إلى عصور الإنسان الأسطورية لهسيود. كعصر أثري، قدم لأول مرة إلى الدول الاسكندنافية بواسطة كريستيان يورجنسن تومسن خلال ثلاثينيات القرن التاسع عشر. وبحلول ستينيات القرن التاسع عشر، تم تبنيه باعتباره تقسيمًا مفيدًا لـ التاريخ المبكر للبشرية بشكل عام وبدأ تطبيقه في علم الآشوريات. تطورت الفترة التقليدية الآن في علم آثار الشرق الأدنى القديم خلال عشرينيات وثلاثينيات القرن العشرين.

## تعريف الحديد
استخدم الحديد النيزكي، وهو سبيكة طبيعية من الحديد والنيكل، من قبل العديد من الشعوب القديمة منذ آلاف السنين قبل العصر الحديدي. أقدم المصنوعات الحديدية المعروفة من الحديد النيزكي هي تسع خرزات صغيرة يعود تاريخها إلى 3200 قبل الميلاد، والتي عثر عليها في مدافن في جرزة في مصر السفلى، بعد أن تم تشكيلها عن طريق الطرق الدقيق.
إن ما يميز ثقافة العصر الحديدي هو الإنتاج الضخم للأدوات والأسلحة المصنوعة ليس فقط من الحديد الموجود، ولكن من سبائك الصلب المصهورة مع محتوى إضافي من الكربون. فقط مع القدرة على إنتاج الفولاذ الكربوني، تنتج المعادن الحديدية أدوات أو أسلحة أكثر صلابة وأخف وزنًا من البرونز.
يظهر الحديد المصهور بشكل متقطع في السجل الأثري من العصر البرونزي الأوسط. في حين أن الحديد الأرضي متوفر بشكل طبيعي، إلا أن درجات الحرارة التي تزيد عن 1250 درجة مئوية (2280 درجة فهرنهايت) مطلوبة لصهره، وهو أمر كان غير عملي لتحقيقه باستخدام التكنولوجيا المتاحة بشكل شائع حتى نهاية الألفية الثانية قبل الميلاد. في المقابل، كانت مكونات البرونز - القصدير بنقطة انصهار تبلغ 231.9 درجة مئوية (449.4 درجة فهرنهايت) والنحاس بنقطة انصهار معتدلة نسبيًا تبلغ 1085 درجة مئوية (1985 درجة فهرنهايت) - ضمن قدرات أفران العصر الحجري الحديث، والتي يعود تاريخها إلى 6000 قبل الميلاد، وكانت قادرة على إنتاج درجات حرارة أكبر من 900 درجة مئوية (1650 درجة فهرنهايت).
بالإضافة إلى الأفران المصممة خصيصًا، تطلب إنتاج الحديد القديم تطوير إجراءات معقدة لإزالة الشوائب، وتنظيم خليط الكربون، واختراع العمل الساخن لتحقيق توازن مفيد بين الصلابة والقوة في الفولاذ. كما تم تنظيم استخدام الفولاذ من خلال اقتصاديات التقدم المعدني.

## التاريخ
العصر الحديدي
تطلق هذه التسمية على المرحلة التي تلي العصر البرونزي وفيها أصبح استعمال الحديد دارجا في صناعة الأدوات العادية خاصة الأدوات الزراعية والحربية فظهرت السيوف الطويلة والقصيرة ورؤوس الحراب والسهام والفؤوس.
ففي بلاد الاناضول بدأت صناعة الحديد في الألف الثاني قبل الميلاد وفي أوج العصر البرونزي. وانتشرت هذه التقنية تدريجيا اعتبارا من القرن الثاني عشر قبل الميلاد في مناطق الشمال الشرقي لحوض البحر الأبيض المتوسط ثم في بلاد البلقان الأوروبية. ويعزو البعض تفوق الثيين وشعوب البحر، في صناعة الحديد على معاصريهم من المصريين ومن شعوب بلاد ما بين النهرين، لأنهم كانوا يملكون أسلحة حديدية. والسلاح الحديدي لم يصبح شائعا إلا في القرون الأولى من الألف الأول قبل الميلاد. ويذهب العلماء في تحديد العصر الحديدي في أوروبا الوسطى وفي شرقي حوض المتوسط إلى القرن الثاني عشر أو الحادي عشر قبل الميلاد.
إن استعمال المصطلح العصر الحديدي الأول أو الثاني أو الثالث، كما هي الحال لمصطلح العصر البرونزي يبقى قليل الانتشار ولا يستعمل فعليا الا في قبرص وفلسطين. ويفضل عليه اليوم التوزيع الاتي:
العصر الحديدي الأول، أو عصر القضاء والمملكة الواحدة، ويمتد من القرن الثاني عشر قبل الميلاد حتى القرن العاشر قبل الميلاد.
العصر الحديدي الثاني، أو عصر انقسام المملكة الموحدة إلى مملكتي يهودا وإسرائيل، ويمتد من القرن التاسع قبل الميلاد حتى أوائل القرن السادس قبل الميلاد.
العصر الحديدي الثالث، أو العصر الفارسي، ويمتد من سنة 550 قبل الميلاد تقريبا حتى سنة 330 ق.م.
أما بالنسبة لبلاد الأناضول فالعصر الحديدي هو المرحلة التي شهدت غزوات الفريجيين <شعب من أصل هندو-أوروبي>. وبالنسبة لبلاد اليونان أنها المرحلة المظلمة أو المرحلة ما قبيل الهندسية وأوائل الأرخية، وفي أوروبا أنها المرحلة المدعوه هالستات ولاتين. أما في مصر فالعصر الحديدي لا وجود له كمصطلح، ويبدا في أفريقيا السوداء الشرقية في القرون الأولى ميلادية من خلال التجارة مع السودان وخاصة مع مروه.
وفي إيران مرحلة العصر الحديدي هي عصر الميديين والفارسيين. وفي الهند والصين نجد أنه يعتبر عصر الخزفيات الرمادية في الهند العائدة للألف الأول قبل الميلاد، وعصر الممالك المحاربة في الصين، ويبدأ فعلياً في أواسط الألف الأول قبل الميلاد.
يمكننا اعتبار أواخر الألف الثاني قبل الميلاد بداية العصر الحديدي والقرن الأول قبل الميلاد نهاية له.
حتى أوائل الألف السابع قبل الميلاد كانت جميع شعوب العالم تعيش من القنص والقطاف ولم تكن تعرف التجمعات البشرية في القرى التي بدأت تتكون خلال العصر الحجري الحديث. واكتشاف الإنسان للزراعة وتأنيسه للحيوان ساهما في تجمع الرحالة - القناصة واستقرارهم وبدء عملية بناء المساكن الدائمة، وتعتبر هذه المرحلة ثورة بالنسبة للعالم القديم. معالمها بدأت في الشرق الادنى ومنه امتدت ببطء إلى أوروبي والشرق الأقصى. ولكنى نجد شعوب الغرب ما زالت في العصر الحجري الحديث بينما كان المصريين يبنون أهرام الجيزة وشعوب بلاد ما بين النهرين يبنون المدن_الدول في سومر والآكاديون يشكلون أول إمبراطورية سامية.
هذه المقارنة التاريخية تبقى نسبية لأننا عند قراءة الكتب التاريخية القديمة نستغرب دقة التاريخ بعض الأحيان. كتاريخ حكم ملك آشوري أو حمله فتح في آسيا أو حكم فرعون في مصر أو معركة يونانية أو فارسية أو رومانية. لكننا عندما ندرك أن لكل شعب طرقه الخاصة في حساب السنوات أو الزمن تزول دهشتنا. فاليونان سجلوا تاريخهم بدءا بتاريخ أول دورة للألعاب الأولمبية أي منذ 776 قبل الميلاد وكانت تفصل بين الدورة والأخرى مدة أربع سنوات. وقد تبنت هذه التقاليد الدول المعاصرة في إقامة الدورات الرياضية الأولمبية. والرومان كانوا يسجلون تاريخهم انطلاقا من تاريخ تأسيس مدينة روما، أي من سنة 753 قبل الميلاد. ونجد الشرقيين يحسبون تاريخهم معتمدين مدة ملك حكامهم. إلى جانب هذا كله فقد ساهمت النصوص والكتابات القديمة على أنواعها في تحديد تاريخ الحضارات القديمة، هذا التحديد الذي تطلب جهودا جبارة في حقول العلم عامة خاصة بالنسبة لحضارة ما قبل التاريخ وما قبيل التاريخ.
لا يقف علم الآثار عند تاريخ محدد ولكنه يذهب إلى أبعد الحدود الزمنية يحاول استقرائها، يراقب تطورها، يدرسها، يغوص في تشعباتها غير المحدودة متطلعا لاكتشاف الجديد –القديم، المتواصل ساعيا إلى تنظيمها علميا وعمليا. وعلماء الآثار يمهدون لذلك بوضعهم المصطلحات التي تحدد المراحل الحضارية فنجدهم تارة قد تناولوها بشكل عام وأعطوها اسما شمل مرحلة تاريخية لا حدود موضوعية لها، كما هي الحال بالنسبة للعصور الحجرية أو البرونزية أو الحديدية، وأخرى حصروها بموقع أو منطقة، أو سلالة، أو شعب، أو معتقد، كما في حضارة تل حلف، أو عبيد، أو سومر والسومريين أو طيبة، والطيبين أو كنعان والكنعانيين، أو اليونان، أو اليونانيين، أو روما، أو الرومانيين، أو سلوقس، أو السلوقيين، أو بيزنطة والبيزنطيين.